# Академия ФБР
Академия ФБР (англ. FBI Academy) — главный учебный центр ФБР, который был открыт летом 1972 года, и располагается на территории базы Морской пехоты США в городе Куантико (штат Виргиния) и занимает площадь 1,6 км². На этой же территории находится тренировочный центр DEA. Академия ФБР является режимным объектом.
В основной комплекс Академии входят три общежития, столовая, библиотека, учебный корпус, научный и тренировочный центр, аудитория на 1000 мест, церковь, административные офисы, большой спортивный зал и стадион, оборудованный гараж. В дополнение к основному комплексу на территории построен мини-город «Хоганс Элли», имитирующий типичный американский городок и созданный для отработки действий сотрудников в различных оперативных ситуациях. Здания «Хоганс Элли» используются для тренировок начинающих сотрудников, внутри них располагаются классы, аудио- и видео- лаборатории, а также административные и хозяйственные помещения. Неподалёку от «Хоганс Элли» располагается тренировочная трасса, протяженностью около двух километров. Для обучения стрельбе и обращению с огнестрельным оружием оборудованы восемь стрельбищ и закрытый тир, а также четыре стрельбища для обучения стрельбе по летающим целям.
В Академии проходят обучение начинающие сотрудники, организованы курсы переподготовки и повышения квалификации сотрудников со стажем, есть программы обучения кадров полиции. В Академии проводится научно-исследовательская работа, направленная на совершенствование методов и приёмов оперативно-розыскной и следственной деятельности, организации управленческой работы. В штате академии состоит около 100 «специальных агентов», занимающих должности инструкторов-преподавателей, и три десятка сотрудников, занимающихся техническим и хозяйственным обслуживанием. Почти все инструкторы аттестованы университетом штата Виргиния как преподаватели.
В Академии предусмотрена программа стажировки для сотрудников иностранных правоохранительных органов.